# 加深乳溝

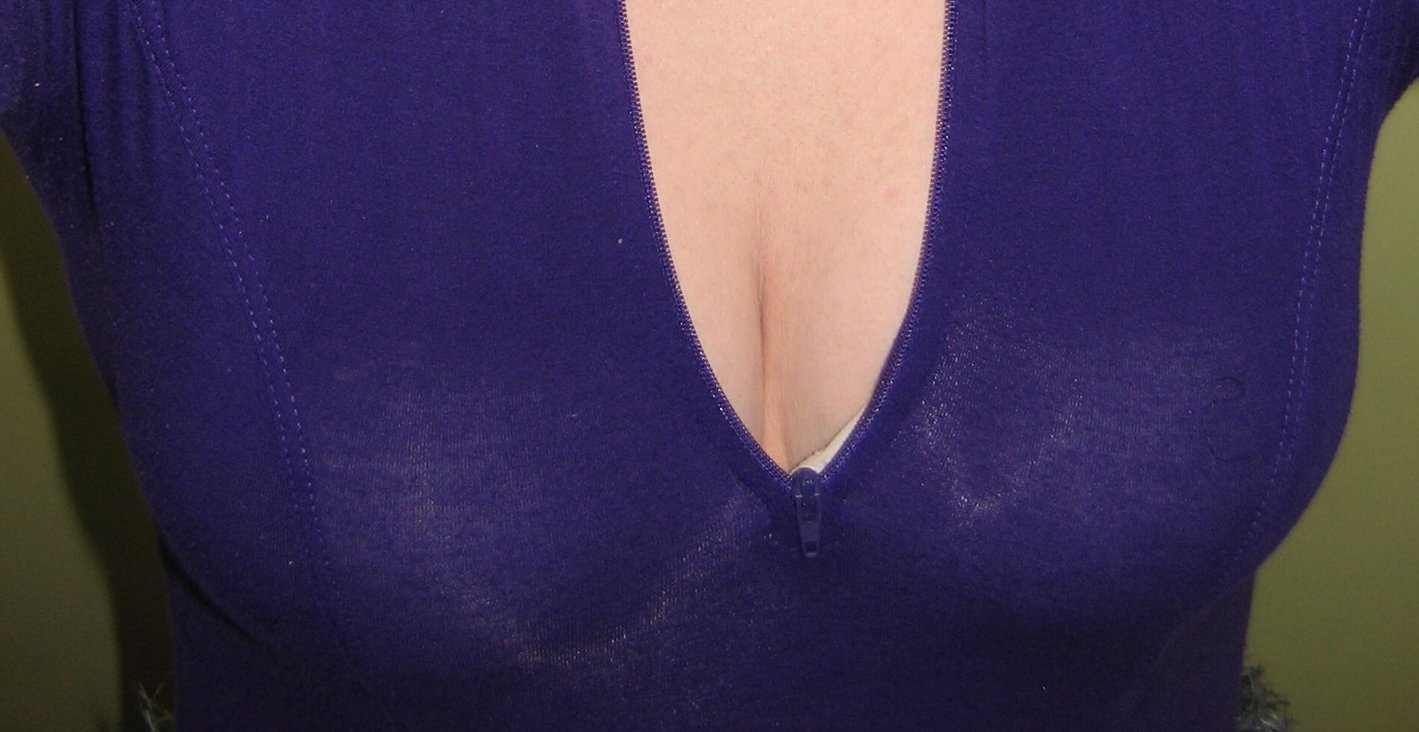
一位穿着深V领口服装的男扮女裝者

加深乳沟涵盖一系列技术，用来临时改善一个人的胸部乳沟外观或为没有乳沟的人创建乳沟。该范围从通过日益增长的加垫胸罩，无需任何衬垫，将乳房轻轻推到一起，到将胸部皮肤拉向中心产生乳沟的技术，乳房假体被添加进覆盖面料，用来拉扯皮肤。也可以使用化妆品深化乳沟外观，两侧乳房间的乳沟显得更突出。

## 加深乳沟的原因
女性往往在特殊场合和穿着低胸装时，希望提升自己的乳沟。如夜总会穿着和晚礼服。
在电影和戏剧中，乳房小的女演员饰演角色时，需要使用乳沟加深技术，呈现角色所需的形象。如朱莉娅·罗伯茨在电影中被要求戴上水上加垫胸罩，以增加她明显的乳房大小，加深乳沟。
乳房小的成年女性往往发现，找到现成的合身衣服是个挑战。插入胸垫可以让大多数胸罩变得丰满（有助于填充罩杯）。乳房不匀称的成年女性穿修身晚礼服和泳衣时极为不合身，插入胸垫就会出现胸部轮廓。
男性变装者常常创造女性乳沟的错觉，自认为他们的身体出现女性化。许多变装者认为，展现令人信服的乳沟，会分散他人对自己有缺陷外表的注意，提升提过能力。大多数男性很少或没有乳房组织，运用某种提拉皮肤的技术，并往往与化妆结合，可提升错觉。

## 胸罩
聚拢胸罩常有加深乳沟的功用，采用各种无垫设计，通过成型罩杯底部和外部的大片成型垫片，可轻易将乳房推到一起，迫使乳房向上提升并向内挤压。
一些聚拢胸罩的衬垫可拆卸，聚拢推动作用会因衬垫插入或去除而改变。衬垫亦各种各样，有密封袋形式，内含空气、水或其他液体或凝胶，也有模制聚氨酯泡沫橡胶等半刚性材料。

## 胸垫
胸垫类似于聚拢胸罩的可拆卸衬垫，由有机硅凝胶制成，有时口语上称为“鸡柳”。

## 皮肤拉动技术
有很多种方法能将两边乳房的松散皮肤拉向中心，创建出两个垂直隆起的皮肤，然后把义乳穿在外头，皮肤就会隆起，但只有穿胸罩、上衣或裙子时里头那些隆起皮肤的边缘才可以透出来。

### 贴胶带
贴胶带需要把某种形式的胶带贴在乳房底部，把两边的乳房拉到一起。胶带种类包括手术用微孔胶带和透气胶带。有些人还在乳房下部使用斜纹棉布，保证胶带的两头粘贴到位。贴胶带时也可以使用非常薄和灵活的自粘胶带，其形式像马蹄，可以将乳头向上移动几厘米。这些胶带从上边将乳房举起。大多数粘合剂乳房提升技术可用于A-D罩杯。使用了错误的技术或粘合剂太强的胶带可能会造成皮疹、水泡甚至撕掉皮肤的伤害。

### 贴形状
塑料碎片等半刚性材料利用医用胶带、手术粘合剂或一般用于将义乳的专业粘合剂，也可应用于皮肤。即便是通用的工艺胶也可以用于这一目的。

### 功能胸罩
Under-bras是商业内衣生产商设计来将皮肤推向中心的衣物。这些衣物看起来有点像传统的内衣，有一条胸围带和肩带，看上去像空照。和其他设计一样，义乳和在胸罩上方穿衣服时能塑造乳房假象。但这些设计的一大缺点是，胸罩上方有两对肩带和两条下胸围带，看起来像穿了两个胸罩。这些衣物的设计限制了某些认识的衣着风格，例如为了以防万一，不能有挂颈式肩带。
有一种名为“Diva”的设计，在前部沿用了传统的眼扣，而不是背部，罩杯曲线向内且非常硬，覆盖在材料的内部，利用压力将皮肤紧抓到位，而不用胶粘剂。
另一种类似的装备名为“丰满乳房乳沟缔造者”（Busty Cleavage Creator），前部利用一对交叉尼龙搭扣带，将皮肤拉向中心，为义乳对坐留一个粗糙的表面。

### 乳胶罩杯

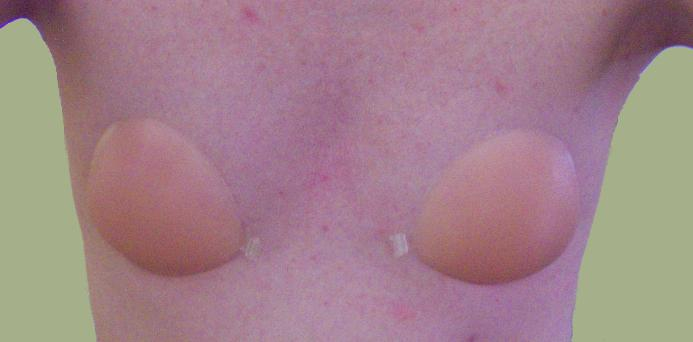
乳胶罩杯展现将皮肤拉到一起来的位置

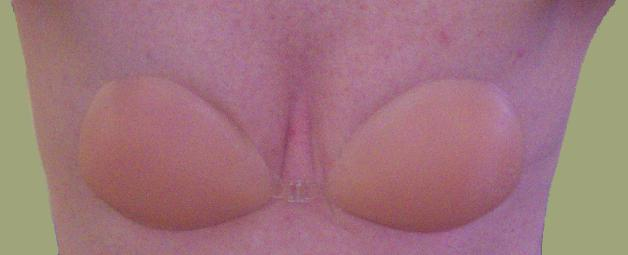
乳胶罩杯将皮肤拉到一起

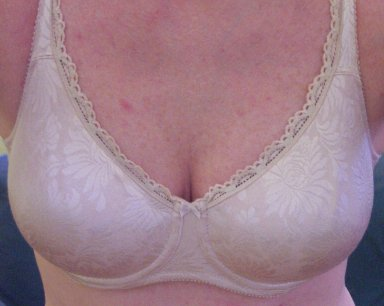
皮肤拉到一起后，穿上胸罩和义乳

粘合剂乳胶胸罩有两个塑形硅胶填充乳房罩杯组成，利用内置的可循环利用的胶黏剂粘在乳房的皮肤上，然后将两边乳房推到一起。
这种方法可以用作假乳房，不会在胸罩内滑动，可以用来加深女性的乳沟。
出于加深乳沟的目的，这些硅胶罩杯可用于乳房的底部和外部，然后把皮肤剪起来。他们拥有把皮肤往前拉的技术的优势，没有肩带，应用广泛且便宜。有些用家故以将罩杯倒过来穿，从左到右交换罩杯。